# Mnasinous
Mnasinous là một chi bướm ngày thuộc họ Bướm nâu.